# フィリップ、きみを愛してる!
『フィリップ、きみを愛してる!』（原題: I Love You Phillip Morris）は、2009年のフランス映画。主演はジム・キャリーとユアン・マクレガー。製作総指揮はリュック・ベッソン。第62回カンヌ国際映画祭監督週間部門、第25回サンダンス映画祭プレミア部門出品作品。

## あらすじ
スティーブン・ラッセル（ジム・キャリー）は、生後間もなくに養子に出され、養父母の元で育てられた。成長してバージニアビーチの警察官になった彼は、警察の情報網を利用して実母の居場所を捜索した。いきなり会いに行くが母親に拒絶されるスティーブン。母探しが目的だった警官はその日に辞め、彼は妻と娘を連れてテキサスへ引っ越した。大手食品会社（Sysco）に就職して成功し、家族と幸せに暮らしていたが、ある夜、自動車事故で重傷を負うスティーブン。
命を失いかけたスティーヴンは心機一転、自分に正直に生きることを決意する。実はスティーヴンはゲイであり、退院後に妻にカミングアウトして離婚すると、転職してゲイの恋人と暮らし始める。しかし収入以上の贅沢をしたスティーヴンは詐欺で生計を立て始め、逮捕されて恋人とも破局する。刑務所暮らしとなるスティーヴンだったが、ある日、物静かで美男なゲイの受刑者・フィリップ（ユアン・マクレガー）と出会う。
フィリップに一目惚れしたスティーヴンは民法のことで問題を抱えていた彼に“服役中の弁護士”と嘘をついて助言する。さらにスティーヴンは頭の良さと人脈を駆使してフィリップがいる2人用の房に移り、服役中ながら恋人として楽しく過ごし始める。
規律違反を犯し、別の刑務所に移送されるスティーヴン。寂しがるフィリップに「君を愛してる。すぐ会えるさ」と励ましたスティーヴンは、3ヶ月後に保釈されると、弁護士を装ってフィリップを早期保釈させることに成功する。
フィリップとの新生活を豊かにするために経歴詐称し、大手企業の役員となるスティーヴン。口八町で成功したスティーヴンは会社の金の着服にも手を染めた。羽振りが良すぎることを心配したフィリップは「僕に隠れて何か悪いことしてない？」と尋ねるが、「何もしてない」と答えるスティーヴン。だが翌日スティーヴンは逮捕され、嘘をつかれたフィリップは傷つき家を出てしまう。
フィリップを心から愛し、刑務所を脱獄して彼の居場所を探し出すスティーヴン。スティーヴンの弁護士の肩書きさえも嘘だったと知り、怒りをぶつけるフィリップ。直後に現れた警官隊によって、スティーヴンのみならずフィリップまでが着服の共犯として逮捕されてしまう。
連行され、別々の房で服役するスティーヴンとフィリップ。数ヶ月後、スティーヴンはエイズにより余命わずかと診断され、民間の医療施設に移送された。人づてに「もう時間の問題」と聞いたフィリップはすぐに施設に電話をかけ、病床のスティーヴンに「色々あったけど君を愛してる。僕は永遠に君のもの」と思いの丈を伝える。
スティーヴンが死んだと聞き、監房で涙に暮れるフィリップ。そんなフィリップの前に弁護士として現れるスティーヴン。彼は過酷な減量でエイズを装っていたのだ。「嘘だらけだったが、君を愛してる」と告げ、フィリップの釈放を画策するが逮捕されるスティーヴン。
スティーヴンの処置に困り果てたテキサス州と知事は、彼に異例の終身刑を言い渡した。他者から完全に隔離された独房で、一日一時間のシャワーと運動しか許されないスティーヴン。フィリップが釈放された後も何年間も独房生活は続いたが、それでもスティーヴンはしぶとく脱獄を試み続けた。

## キャスト
| 役名                                   | 俳優                 | 日本語吹替 |
| -------------------------------------- | -------------------- | ---------- |
| スティーヴン・ラッセル                 | ジム・キャリー       | 藤原啓治   |
| フィリップ・モリス                     | ユアン・マクレガー   | 森川智之   |
| デビー・ラッセル（スティーブンの元妻） | レスリー・マン       | 石津彩     |
| ジミー・ケンプル                       | ロドリゴ・サントロ   | 神奈延年   |
| リンホルム                             | アントニー・コローネ | 菅生隆之   |

## 登場人物
スティーヴン・ラッセル
バージニア州で警察官として働く傍ら、日曜日に教会でオルガンを弾き聖歌隊の伴奏を務める。子供の頃に自身がゲイであることに気づいたが、これまで家族にはカミングアウトせずに異性愛者として暮らしてきた。大学を出ておらず高卒らしいが、良くも悪くも頭の回転が早く口達者。家族や恋人思いな性格で、「金銭的に豊かな生活をさせてあげたい」という考えを持つ。また、ゲイを隠して生きてきたこともあり嘘で固めた人生を送っており、「隠し事をする性分が身についている」と自認している。フィリップと出所した後は、弁護士のフリを辞めて一般企業の財務担当役員に転職する。
フィリップ・モリス
ゲイの受刑者。レンタカーを返さなかった罪で服役中。優しいが大人しい性格で、刑務所では静かに行動し他の受刑者が集まる場所や何か騒ぎが起きた時もそこに近づかないように過ごしている。お人好しな所があるため、以前から周りの人に利用されたり騙されることが多く刑務所に入ったのもこのせい。以前はブロードウェイのプロデューサーのエグゼクティブ・アシスタントをしていた。病気になった友人受刑者を医療施設で治療を受けさせるために法律を調べようと図書館に行った所スティーヴンと出会う。その後「スティーヴンと一緒に過ごせればそれで満足」というほど彼を愛し始める。
デビー・ラッセル（スティーブンの元妻）
数年間スティーヴンと幼い娘・ステフィーと平凡ながら幸せな家庭を築いてきた。家族思いなスティーヴンの人柄が好きで、離婚後もたまに電話で連絡を取り合う。クリスチャンで毎晩就寝前に神に感謝する言葉を述べており、スティーヴンとも教会で行われた日曜日の礼拝で出会った。ゲイに寛容的な考えを持っており、スティーヴンの恋人となったジミーとも友人として親しくなる。
ジミー・ケンプル
スティーヴンの離婚後に付き合うゲイの恋人。フロリダでスティーヴンと暮らし始め、彼から高価な物を買い与えられるが、彼が裏で詐欺行為をして稼いでいることは知らない。フィリップと同じく優しい性格でスティーヴンのことをとても愛している。しかしその後エイズを発症し、スティーヴンの今後を気遣う言葉をかけて亡くなる。
リンホルム
医療保険管理会社社長。弁護士のフリをやめた後のスティーヴンの雇い主。スティーヴンの偽の経歴を書いた履歴書や嘘の話を信じて採用する。仕事仲間としてスティーヴンのことを気に入り、一緒にゴルフに出かけたりパーティに招待するなど信頼を寄せて親しくなる。

## 作品解説
この映画はIQ169の天才詐欺師スティーヴン・ラッセルの実話をもとに作られた。現在スティーヴンは総刑期167年でテキサスの刑務所に収監、23時間の監視状態に置かれている。彼は学歴詐称でNAMM（北米医療管理法人）のCFOとなり、$800,000 を着服するなど複数の詐欺で逮捕歴がある。また4回の脱獄歴があり、脱獄キング (King of Cons) 、フーディーニ（脱出術を得意とする奇術師）と呼ばれていた。原作は、「I Love You Phillip Morris: A True Story of Life, Love, and Prison Breaks(2003)」。

## 商品
- 『フィリップ、きみを愛してる!』 (DVD), 2010年
- ダンス・ホール・デイズ（フィリップ、きみを愛してる!）（音楽）, 2010年
- 『フィリップ、きみを愛してる!』×galaxxxy コラボレーションＴシャツ[6]